# Lóci-patak
A Lóci-patak a Cserhátban ered, Nagylóc településtől délre, Nógrád vármegyében, mintegy 250 méter tengerszint feletti magasságban. A patak forrásától kezdve északi-északnyugati irányban halad, majd Szécsénynél éri el a Szentlélek-patakot.

## Part menti települések
- Nagylóc
- Szécsény